# Robinson Technologies
Robinson Technologies is een softwarebedrijf te Hiroshima, Japan, opgericht door Seth Able Robinson in 1989 toen hij het populaire Legend of the Red Dragon (LORD) spel uitbracht. Hij werkt samen met zijn vrouw Akiko Robinson. Het bedrijf houdt zich bezig met de ontwikkeling van computerspellen voor allerlei platformen.

## Software
Hieronder volgt een overzicht van spellen en producten die door het bedrijf zijn ontwikkeld:
- Bathroom Teacher
- Dink Smallwood
- Dungeon Scroll
- Funeral Quest
- InnerBody
- Legend of the Red Dragon
- Legend of the Red Dragon II: New World
- Planets: The Exploration of Space
- Reckless Thief
- Tarzan: Guardian Of Earth
- Teenage Lawnmower
- Toolfish Utility Suite

Het bedrijf heeft ook meegewerkt aan allerlei spellen voor de mobiele telefoon en Pocket PC en online spellen voor websites. Voor een volledig overzicht van spellen waar het bedrijf aan heeft meegewerkt, zie hier op de Robinson Technologies website en hier voor een overzicht van software in opdracht van externe opdrachtgevers.